# The Rugby Championship 2013
Navigation
The Rugby
Championship 2012 The Rugby Championship 2014
Le Rugby Championship 2013 est une compétition de rugby à XV qui oppose les sélections d'Afrique du Sud (Springboks), d'Argentine (Pumas), d'Australie (Wallabies) et de Nouvelle-Zélande (All Blacks). Elle se dispute en douze rencontres du 17 août au 6 octobre 2013, sous la forme de matchs aller et retour.
Les All Blacks remportent cette deuxième édition du Rugby Championship en allant gagner 38 à 27 en Afrique du Sud lors de la dernière journée. Ils remportent ainsi tous leurs matchs et conservent leur titre.

## Calendrier
| 17 août | ANZ Stadium, Sydney       | Australie      | 29 – 47 | Nouvelle-Zélande |
| 17 août | FNB Stadium, Johannesburg | Afrique du Sud | 73 – 13 | Argentine        |

| 24 août | Westpac Stadium, Wellington        | Nouvelle-Zélande | 27 – 16 | Australie      |
| 24 août | Stade Malvinas Argentinas, Mendoza | Argentine        | 17 – 22 | Afrique du Sud |

| 7 septembre | Suncorp Stadium, Brisbane | Australie        | 12 – 38 | Afrique du Sud |
| 7 septembre | Waikato Stadium, Hamilton | Nouvelle-Zélande | 28 – 13 | Argentine      |

| 14 septembre | Eden Park, Auckland      | Nouvelle-Zélande | 29 – 15 | Afrique du Sud |
| 14 septembre | Patersons Stadium, Perth | Australie        | 14 – 13 | Argentine      |

| 28 septembre | Newlands Stadium, Le Cap             | Afrique du Sud | 28 – 8  | Australie        |
| 28 septembre | Estadio Ciudad de La Plata, La Plata | Argentine      | 15 – 33 | Nouvelle-Zélande |

| 5 octobre | Ellis Park Stadium, Johannesburg     | Afrique du Sud | 27 – 38 | Nouvelle-Zélande |
| 6 octobre | Estadio Gigante de Arroyito, Rosario | Argentine      | 17 – 54 | Australie        |

## Classement
| Rang | Nation               | J | V | N | D | Bo | Bd | Pm  | Pe  | Diff | Pts |
| ---- | -------------------- | - | - | - | - | -- | -- | --- | --- | ---- | --- |
| 1    | Nouvelle-Zélande (T) | 6 | 6 | 0 | 0 | 4  | 0  | 202 | 115 | +87  | 28  |
| 2    | Afrique du Sud       | 6 | 4 | 0 | 2 | 3  | 0  | 203 | 117 | +86  | 19  |
| 3    | Australie            | 6 | 2 | 0 | 4 | 1  | 0  | 133 | 170 | -37  | 9   |
| 4    | Argentine            | 6 | 0 | 0 | 6 | 0  | 2  | 88  | 224 | -136 | 2   |

|  | Vainqueur de la compétition |
|  | T : tenant du titre 2012    |

## Acteurs de la compétition

### Joueurs
Cette liste énumère les effectifs des équipes participantes au Rugby Championship 2013. Durant la compétition, les entraîneurs ont la possibilité de faire des changements et de sélectionner de nouveaux joueurs pour des raisons tactiques ou à la suite de blessures.

#### Afrique du Sud
| Entraîneur | Entraîneur             | Heyneke Meyer                                                                                                |
| Avants     | Pilier                 | Lourens Adriaanse, Trevor Nyakane, Tendai Mtawarira, Jannie du Plessis, Coenie Oosthuizen, Gurthrö Steenkamp |
| Avants     | Talonneur              | Bismarck du Plessis, Chiliboy Ralepelle, Adriaan Strauss                                                     |
| Avants     | Deuxième ligne         | François van der Merwe, Eben Etzebeth, Juandré Kruger, Flip van der Merwe                                    |
| Avants     | Troisième ligne aile   | Marcell Coetzee, Willem Alberts, Francois Louw, Siya Kolisi                                                  |
| Avants     | Troisième ligne centre | Duane Vermeulen                                                                                              |
| Arrières   | Demi de mêlée          | Fourie du Preez, Jano Vermaak, Ruan Pienaar, Piet van Zyl                                                    |
| Arrières   | Demi d'ouverture       | Patrick Lambie, Morné Steyn                                                                                  |
| Arrières   | Centre                 | Juan de Jongh, JJ Engelbrecht, Jean de Villiers (cap.), Jan Serfontein                                       |
| Arrières   | Ailier                 | Bryan Habana, Bjorn Basson                                                                                   |
| Arrières   | Arrière                | Zane Kirchner, Willie le Roux                                                                                |

#### Argentine
| Entraîneur | Entraîneur             | Santiago Phelan                                                                                |
| Avants     | Pilier                 | Marcos Ayerza, Juan Figallo, Juan Pablo Orlandi, Nahuel Lobo, Matías Díaz                      |
| Avants     | Talonneur              | Agustín Creevy, Eusebio Guiñazú                                                                |
| Avants     | Deuxième ligne         | Patricio Albacete, Manuel Carizza, Mariano Galarza, Tomás Lavanini                             |
| Avants     | Troisième ligne aile   | Pablo Matera, Leonardo Senatore, Julio Farías Cabello, Juan Manuel Leguizamón                  |
| Avants     | Troisième ligne centre | Juan Martín Fernández Lobbe, Benjamín Macome                                                   |
| Arrières   | Demi de mêlée          | Martín Landajo, Tomás Cubelli                                                                  |
| Arrières   | Demi d'ouverture       | Felipe Contepomi, Nicolás Sánchez                                                              |
| Arrières   | Centre                 | Marcelo Bosch, Santiago Fernández, Martín Rodríguez Gurruchaga, Gonzalo Tiesi, Joaquín Tuculet |
| Arrières   | Ailier                 | Horacio Agulla, Gonzalo Camacho, Juan Imhoff                                                   |
| Arrières   | Arrière                | Juan Martín Hernández, Lucas González Amorosino                                                |

#### Australie
| Entraîneur | Entraîneur             | Ewen McKenzie                                                                |
| Avants     | Pilier                 | Ben Alexander, Sekope Kepu, Scott Sio, James Slipper                         |
| Avants     | Talonneur              | Saia Fainga'a, Stephen Moore, Albert Anae                                    |
| Avants     | Deuxième ligne         | Kane Douglas, Scott Fardy, James Horwill (cap.), Hugh McMeniman, Rob Simmons |
| Avants     | Troisième ligne aile   | Liam Gill, Ben McCalman, Michael Hooper                                      |
| Avants     | Troisième ligne centre | Jake Schatz, Ben Mowen                                                       |
| Arrières   | Demi de mêlée          | Will Genia, Nic White                                                        |
| Arrières   | Demi d'ouverture       | Bernard Foley, Quade Cooper, Matt Toomua                                     |
| Arrières   | Centre                 | Adam Ashley-Cooper, Tevita Kuridrani, Christian Lealiifano                   |
| Arrières   | Ailier                 | Nick Cummins, James O'Connor, Joe Tomane                                     |
| Arrières   | Arrière                | Israel Folau, Jesse Mogg                                                     |

#### Nouvelle-Zélande
| Entraîneur | Entraîneur             | Steve Hansen                                                             |
| Avants     | Pilier                 | Wyatt Crockett, Charlie Faumuina, Ben Franks, Owen Franks, Tony Woodcock |
| Avants     | Talonneur              | Andrew Hore, Keven Mealamu, Dane Coles                                   |
| Avants     | Deuxième ligne         | Brodie Retallick, Luke Romano, Sam Whitelock, Jeremy Thrush              |
| Avants     | Troisième ligne aile   | Sam Cane, Richie McCaw (cap.), Steven Luatua, Liam Messam, Matt Todd     |
| Avants     | Troisième ligne centre | Kieran Read                                                              |
| Arrières   | Demi de mêlée          | Aaron Smith, Tawera Kerr-Barlow                                          |
| Arrières   | Demi d'ouverture       | Dan Carter, Aaron Cruden, Tom Taylor, Colin Slade, Beauden Barrett       |
| Arrières   | Centre                 | Ryan Crotty, Ma'a Nonu, Conrad Smith, Francis Saili                      |
| Arrières   | Ailier                 | Julian Savea, Ben Smith                                                  |
| Arrières   | Arrière                | Israel Dagg, Charles Piutau                                              |

### Arbitres
Dix arbitres dont six européens sont désignés pour officier en tant qu'arbitres de champ au cours du tournoi. 
| FIRA-AER                                                                                    | FORU                          | CAR                           |
| ------------------------------------------------------------------------------------------- | ----------------------------- | ----------------------------- |
| - Wayne Barnes - George Clancy - Jérôme Garcès - Nigel Owens - Romain Poite - Alain Rolland | - Chris Pollock - Steve Walsh | - Craig Joubert - Jaco Peyper |

## Première journée

### Australie - Nouvelle-Zélande
(mt : 19 – 25) 
Points marqués  : 
- Australie : 2 essais de Genia (37e) et O'Connor (79e) ; 2 transformations de Lealiifano (38e, 80e) ; 5 pénalités de Lealiifano (7e, 12e, 22e, 27e, 46e)
- Nouvelle-Zélande : 6 essais de B. Smith (2e, 56e, 71e), Cruden (28e), McCaw (31e) et C. Smith (75e) ; 4 transformations de Cruden (4e, 29e, 52e) et Barrett (72e) ; 3 pénalités de Cruden (19e, 40e, 65e)

Évolution du score : 0-5, 0-7, 3-7, 6-7, 6-10, 9-10, 12-10, 12-15, 12-17, 12-22, 17-22, 19-22, 19-25, 22-25, 22-30, 22-32, 22-37, 22-40, 22-45, 22-47, 27-47, 29-47
Arbitre :  Craig Joubert
Résumé
| Australie · Titulaires · 52e Jesse Mogg 15 · Israel Folau 14 · Adam Ashley-Cooper 13 · Christian Lealiifano 12 · James O'Connor 11 · 61e Matt Toomua 10 · 77e Will Genia 9 · 77e Ben Mowen 8 · 61' à 65' Michael Hooper 7 · 52e Hugh McMeniman 6 · (cap.) James Horwill 5 · Rob Simmons 4 · 57e Ben Alexander 3 · 70e Stephen Moore 2 · 70e James Slipper 1 · Remplaçants · 70e Saia Fainga'a 16 · 70e Scott Sio 17 · 57e Sekope Kepu 18 · 61e 65e 77e Scott Fardy 19 · 52e Liam Gill 20 · 77e Nic White 21 · 61e Quade Cooper 22 · 52e Tevita Kuridrani 23 · Entraîneur · Ewen McKenzie |  |  |  | Nouvelle-Zélande · Titulaires · 15 Israel Dagg · 14 Ben Smith · 13 Conrad Smith · 12 Ma'a Nonu 62e · 11 Julian Savea · 10 Aaron Cruden 70e · 9 Aaron Smith 68e · 8 Kieran Read · 7 Richie McCaw (cap.) 72e · 6 Steven Luatua · 5 Sam Whitelock 79e à 80e · 4 Luke Romano 17e · 3 Owen Franks 61e · 2 Andrew Hore 48e · 1 Tony Woodcock 61e · Remplaçants · 16 Keven Mealamu 48e · 17 Ben Franks 61e · 18 Charlie Faumuina 61e · 19 Brodie Retallick 17e · 20 Sam Cane 72e · 21 Tawera Kerr-Barlow 68e · 22 Beauden Barrett 70e · 23 Ryan Crotty 62e · Entraîneur · Steve Hansen |

### Afrique du Sud - Argentine
(mt : 26 – 6)
Points marqués : 
- Afrique du Sud : 9 essais de pénalité (29e), Engelbrecht (31e), Strauss (45e), Alberts (52e), de Villiers (55e), du Preez (62e), Habana (65e), Vermeulen (69e) et du Plessis (75e) ; 8 transformations de Steyn (30e, 33e, 47e, 55e, 63e, 67e, 70e, 76e) ; 4 pénalités de Steyn (5e, 9e, 18e, 37e)
- Argentine : 1 essai de Contepomi (79e) ; 1 transformation de Contepomi (80e) ; 2 pénalités de Contepomi (10e, 22e)

Évolution du score : 3-0, 6-0, 6-3, 9-3, 9-6, 14-6, 16-6, 21-6, 23-6, 26-6, 31-6, 33-6, 38-6, 45-6, 50-6, 52-6, 57-6, 59-6, 64-6, 66-6, 71-6, 73-6, 73-11, 73-13
Arbitre :  Chris Pollock
Résumé
| Afrique du Sud · Titulaires · 58e Willie le Roux 15 · Bjorn Basson 14 · JJ Engelbrecht 13 · 67e (cap.) Jean de Villiers 12 · Bryan Habana 11 · Morné Steyn 10 · 54e Ruan Pienaar 9 · Duane Vermeulen 8 · 64e Willem Alberts 7 · Francois Louw 6 · 57e Juandré Kruger 5 · Eben Etzebeth 4 · 54e Jannie du Plessis 3 · 54e Adriaan Strauss 2 · 57e Tendai Mtawarira 1 · Remplaçants · 54e Bismarck du Plessis 16 · 57e Gurthrö Steenkamp 17 · 54e Coenie Oosthuizen 18 · 57e Flip van der Merwe 19 · 64e Siya Kolisi 20 · 54e Fourie du Preez 21 · 58e Patrick Lambie 22 · 67e Jan Serfontein 23 · Entraîneur · Heyneke Meyer |  |  |  | Argentine · Titulaires · 15 Juan Martín Hernández 30e · 14 Gonzalo Camacho · 13 Marcelo Bosch · 12 Felipe Contepomi (cap.) · 11 Juan Imhoff 34e 40e · 10 Nicolás Sánchez · 9 Martín Landajo 58e · 8 Leonardo Senatore 50e à 60e · 7 Juan Manuel Leguizamón · 6 Pablo Matera · 5 Patricio Albacete 13e · 4 Manuel Carizza 59e · 3 Matías Díaz 40e · 2 Eusebio Guiñazú 29e à 39e 54e · 1 Juan Figallo 60e · Remplaçants · 16 Agustín Creevy 34e 40e 54e · 17 Nahuel Lobo 40e · 18 Juan Pablo Orlandi 60e · 19 Mariano Galarza 59e · 20 Julio Farías Cabello 13e · 21 Tomás Cubelli 58e · 22 Santiago Fernández · 23 Horacio Agulla 30e · Entraîneur · Santiago Phelan |

## Deuxième journée

### Nouvelle-Zélande - Australie
(mt : 15 – 6)
Points marqués : 
- Nouvelle-Zélande : 2 essais de B. Smith (26e, 39e) ; 1 transformation de Taylor (27e) ; 5 pénalités de Taylor (36e, 53e, 60e, 69e) et Dagg (75e)
- Australie : 1 essai de Folau (71e) ; 1 transformation de Lealiifano (72e) ; 3 pénalités de Lealiifano (7e, 25e, 57e)

Évolution du score : 0-3, 0-6, 5-6, 7-6, 10-6, 15-6, 18-6, 18-9, 21-9, 24-9, 24-14, 24-16, 27-16
Arbitre :  Jaco Peyper
Résumé
| Nouvelle-Zélande · Titulaires · Israel Dagg 15 · 73' à 78' Ben Smith 14 · Conrad Smith 13 · 76e Ma'a Nonu 12 · Julian Savea 11 · 78e Tom Taylor 10 · 69e Aaron Smith 9 · Kieran Read 8 · (cap.) Richie McCaw 7 · Steven Luatua 6 · Sam Whitelock 5 · Brodie Retallick 4 · 65e Owen Franks 3 · 47e Andrew Hore 2 · 61e Tony Woodcock 1 · Remplaçants · 47e Dane Coles 16 · 61e Wyatt Crockett 17 · 65e Charlie Faumuina 18 · Jeremy Thrush 19 · Sam Cane 20 · 69e Tawera Kerr-Barlow 21 · 76e Colin Slade 22 · 73e Charles Piutau 23 · Entraîneur · Steve Hansen |  |  |  | Australie · Titulaires · 15 Jesse Mogg · 14 Israel Folau · 13 Adam Ashley-Cooper 62e · 12 Christian Lealiifano · 11 James O'Connor · 10 Matt Toomua 57e · 9 Will Genia 76e · 8 Ben Mowen 64e · 7 Michael Hooper · 6 Scott Fardy · 5 James Horwill (cap.) · 4 Rob Simmons 71e · 3 Ben Alexander 54e · 2 Stephen Moore 76e · 1 James Slipper 35e · Remplaçants · 16 Saia Fainga'a 76e · 17 Scott Sio 35e · 18 Sekope Kepu 54e · 19 Kane Douglas 71e · 20 Liam Gill 64e · 21 Nic White 76e · 22 Quade Cooper 57e · 23 Tevita Kuridrani 62e · Entraîneur · Ewen McKenzie |

### Argentine - Afrique du Sud
(mt : 17 – 13) 
Points marqués : 
- Argentine : 2 essais de Leguizamón (1re) et Bosch (36e) ; 2 transformations de Contepomi (2e, 37e) ; 1 pénalité de Contepomi (10e)
- Afrique du Sud : 1 essai de Basson (13e) ; 1 transformation de Steyn (14e) ; 5 pénalités de Steyn (8e, 40e, 45e, 71e, 80e)

Évolution du score : 5-0, 7-0, 7-3, 10-3, 10-8, 10-10, 15-10, 17-10, 17-13, 17-16, 17-19, 17-22, 
Arbitre :  Steve Walsh
Résumé
| Argentine · Titulaires · Lucas González Amorosino 15 · Gonzalo Camacho 14 · Marcelo Bosch 13 · 48e (cap.) Felipe Contepomi 12 · Horacio Agulla 11 · Nicolás Sánchez 10 · 56e Martín Landajo 9 · 60e Leonardo Senatore 8 · Juan Manuel Leguizamón 7 · Pablo Matera 6 · 74e Mariano Galarza 5 · Julio Farías Cabello 4 · Juan Figallo 3 · 66e Eusebio Guiñazú 2 · Marcos Ayerza 1 · Remplaçants · 66e Agustín Creevy 16 · Nahuel Lobo 17 · Matías Díaz 18 · 74e Tomás Lavanini 19 · 60e Benjamín Macome 20 · 56e Tomás Cubelli 21 · 48e Santiago Fernández 22 · Juan Imhoff 23 · Entraîneur · Santiago Phelan |  |  |  | Afrique du Sud · Titulaires · 15 Willie le Roux · 14 Bjorn Basson 61e · 13 JJ Engelbrecht 68e · 12 Jean de Villiers (cap.) · 11 Bryan Habana · 10 Morné Steyn · 9 Ruan Pienaar · 8 Duane Vermeulen · 7 Willem Alberts 68e · 6 Francois Louw · 5 Juandré Kruger · 4 Eben Etzebeth · 3 Jannie du Plessis 68e · 2 Adriaan Strauss 52e · 1 Tendai Mtawarira 58e · Remplaçants · 16 Bismarck du Plessis 52e · 17 Gurthrö Steenkamp 58e · 18 Coenie Oosthuizen 68e · 19 Flip van der Merwe 56e · 20 Siya Kolisi 68e · 21 Jano Vermaak · 22 Patrick Lambie 61e · 23 Jan Serfontein 68e · Entraîneur · Heyneke Meyer |

## Troisième journée

### Australie - Afrique du Sud
(mt : 6 – 16) 
Points marqués : 
- Australie : 4 pénalités de Lealiifano (8e, 22e, 43e, 52e)
- Afrique du Sud : 3 essais de de Villiers (5e), Kirchner (65e) et le Roux (68e) ; 3 transformations de Steyn (31e, 67e, 69e) ; 4 pénalités de Steyn (13e, 28e, 34e, 49e)

Évolution du score : 0-7, 3-7, 3-10, 6-10, 6-13, 6-16, 9-16, 9-19, 12-19, 12-24, 12-29, 12-31, 12-36, 12-38
Arbitre :  George Clancy
Résumé
| Australie · Titulaires · Israel Folau 15 · James O'Connor 14 · Adam Ashley-Cooper 13 · 74e Christian Lealiifano 12 · Nick Cummins 11 · Quade Cooper 10 · 69e (cap.) Will Genia 9 · 70e Ben Mowen 8 · 49e à 59e 69e Michael Hooper 7 · Scott Fardy 6 · Kane Douglas 5 · 30' à 40' Rob Simmons 4 · 46e Sekope Kepu 3 · 66' à 69' 74e Stephen Moore 2 · 64e James Slipper 1 · Remplaçants · 66e 69e 74e Saia Fainga'a 16 · 64e Scott Sio 17 · 46e Ben Alexander 18 · 30e 40e 70e Ben McCalman 19 · 69e Liam Gill 20 · 69e Nic White 21 · 74e Matt Toomua 22 · Jesse Mogg 23 · Entraîneur · Ewen McKenzie |  |  |  | Afrique du Sud · Titulaires · 15 Zane Kirchner · 14 Willie le Roux · 13 JJ Engelbrecht · 12 Jean de Villiers (cap.) 70e · 11 Bryan Habana · 10 Morné Steyn 70e · 9 Ruan Pienaar 75e · 8 Duane Vermeulen · 7 Willem Alberts 8e à 18e · 6 Francois Louw 70e · 5 Flip van der Merwe 57e · 4 Eben Etzebeth · 3 Jannie du Plessis 3' à 9' 57e · 2 Bismarck du Plessis 57e · 1 Tendai Mtawarira 57e · Remplaçants · 16 Adriaan Strauss 57e · 17 Gurthrö Steenkamp 57e · 18 Coenie Oosthuizen 3e 9e 57e · 19 Juandré Kruger 57e · 20 Siya Kolisi 70e · 21 Jano Vermaak 75e · 22 Patrick Lambie 70e · 23 Jan Serfontein 70e · Entraîneur · Heyneke Meyer |

### Nouvelle-Zélande - Argentine
(mt : 15 – 10)
Points marqués : 
- Nouvelle-Zélande : 3 essais de B. Smith (23e, 26e) et Savea (53e) ; 2 transformations de Carter (25e, 54e) ; 3 pénalités de Carter (10e, 49e) et Barrett (74e)
- Argentine : 1 essai de Leguizamón (4e) ; 1 transformation de Sánchez (5e) ; 2 pénalités de Sánchez (30e, 52e)

Évolution du score : 0-5, 0-7, 3-7, 8-7, 10-7, 15-7, 15-10, 18-10, 18-13, 23-13, 25-13, 28-13
Arbitre :  Jérôme Garcès
Résumé
| Nouvelle-Zélande · Titulaires · 72e Israel Dagg 15 · Ben Smith 14 · Conrad Smith 13 · Francis Saili 12 · Julian Savea 11 · 54e Dan Carter 10 · 75e Aaron Smith 9 · Kieran Read 8 · 59e (cap.) Richie McCaw 7 · Steven Luatua 6 · 75e Sam Whitelock 5 · Brodie Retallick 4 · 70e 78e Charlie Faumuina 3 · 46e Andrew Hore 2 · 40e Tony Woodcock 1 · Remplaçants · 46e Dane Coles 16 · 40e 78e Wyatt Crockett 17 · 70e Ben Franks 18 · 75e Jeremy Thrush 19 · 59e Sam Cane 20 · 75e Tawera Kerr-Barlow 21 · 54e Beauden Barrett 22 · 72e Charles Piutau 23 · Entraîneur · Steve Hansen |  |  |  | Argentine · Titulaires · 15 Juan Martín Hernández · 14 Gonzalo Camacho 45e · 13 Marcelo Bosch · 12 Santiago Fernández 70e · 11 Horacio Agulla · 10 Nicolás Sánchez · 9 Martín Landajo 64e · 8 Juan Manuel Leguizamón · 7 Pablo Matera 75e · 6 Juan Martín Fernández Lobbe (cap.) · 5 Julio Farías Cabello 55e · 4 Manuel Carizza · 3 Juan Figallo 62e · 2 Eusebio Guiñazú 22e à 32e 49e · 1 Marcos Ayerza 69e · Remplaçants · 16 Agustín Creevy 49e · 17 Nahuel Lobo 69e · 18 Juan Pablo Orlandi 62e · 19 Mariano Galarza 55e · 20 Benjamín Macome 75e · 21 Tomás Cubelli 64e · 22 Felipe Contepomi 70e · 23 Lucas González Amorosino 45e · Entraîneur · Santiago Phelan |

## Quatrième journée

### Nouvelle-Zélande - Afrique du Sud
(mt : 17 – 10) 
Points marqués : 
- Nouvelle-Zélande : 4 essais de Read (3e, 45e), Retallick (21e) et Cane (67e) ; 3 transformations de Carter (3e) et Barrett (21e, 45e) ; 1 pénalité de Barrett (34e)
- Afrique du Sud : 2 essais de du Plessis (31e) et Lambie (75e) ; 1 transformation de Steyn (31e) ; 1 pénalité de Steyn (9e)

Évolution du score : 5-0, 7-0, 7-3, 12-3, 14-3, 14-8, 14-10, 17-10, 22-10, 24-10, 29-10, 29-15
Arbitre :  Romain Poite
Résumé
| Nouvelle-Zélande · Titulaires · 40e Israel Dagg 15 · Ben Smith 14 · Conrad Smith 13 · 74e à 80e Ma'a Nonu 12 · 75e Julian Savea 11 · 15e Dan Carter 10 · Aaron Smith 9 · 71e à 80e (cap.) Kieran Read 8 · 30' à 40' 70' à 75' Sam Cane 7 · 61e Liam Messam 6 · Sam Whitelock 5 · Brodie Retallick 4 · 64e Owen Franks 3 · 51e Dane Coles 2 · 69e Tony Woodcock 1 · Remplaçants · 51e Keven Mealamu 16 · 69e Wyatt Crockett 17 · 64e Charlie Faumuina 18 · 61e Steven Luatua 19 · 30e 40e 70e 75e Matt Todd 20 · 75e Tawera Kerr-Barlow 21 · 15e Beauden Barrett 22 · 40e Charles Piutau 23 · Entraîneur · Steve Hansen |  |  |  | Afrique du Sud · Titulaires · 15 Zane Kirchner 74e · 14 Willie le Roux 68e · 13 JJ Engelbrecht · 12 Jean de Villiers (cap.) · 11 Bryan Habana · 10 Morné Steyn · 9 Ruan Pienaar 69e · 8 Duane Vermeulen · 7 Willem Alberts 19e 26e 44e · 6 Francois Louw 74e · 5 Flip van der Merwe 40e · 4 Eben Etzebeth · 3 Jannie du Plessis 55e · 2 Bismarck du Plessis 15e à 25e 41e · 1 Tendai Mtawarira 55e 71e · Remplaçants · 16 Adriaan Strauss 19e 26e 44e · 17 Gurthrö Steenkamp 55e 71e · 18 Coenie Oosthuizen 55e · 19 Juandré Kruger 40e · 20 Siya Kolisi 74e · 21 Jano Vermaak 69e · 22 Patrick Lambie 74e · 23 Jan Serfontein 68e · Entraîneur · Heyneke Meyer |

### Australie - Argentine
(mt : 14 – 3)
Points marqués : 
- Australie : 1 essai de Folau (27e) ; 3 pénalités de Lealiifano (11e, 16e, 40e)
- Argentine : 1 essai de Leguizamón (64e) ; 1 transformation de Hernández (64e) ; 2 pénalités de Sánchez (7e, 60e)

Évolution du score : 0-3, 3-3, 6-3, 11-3, 14-3, 14-6, 14-11, 14-13 
Arbitre :  Nigel Owens
Résumé
| Australie · Titulaires · Israel Folau 15 · James O'Connor 14 · Adam Ashley-Cooper 13 · Christian Lealiifano 12 · Nick Cummins 11 · 65e Quade Cooper 10 · Nic White 9 · (cap.) Ben Mowen 8 · Michael Hooper 7 · 72e Scott Fardy 6 · 50e Kane Douglas 5 · Rob Simmons 4 · 59e Ben Alexander 3 · 65e Stephen Moore 2 · 45e James Slipper 1 · Remplaçants · 65e Saia Fainga'a 16 · 45e Scott Sio 17 · 59e Sekope Kepu 18 · 50e Sitaleki Timani 19 · 72e Ben McCalman 20 · Will Genia 21 · 65e Matt Toomua 22 · Tevita Kuridrani 23 · Entraîneur · Ewen McKenzie |  |  |  | Argentine · Titulaires · 15 Juan Martín Hernández · 14 Horacio Agulla 52e · 13 Gonzalo Tiesi 72e · 12 Felipe Contepomi · 11 Juan Imhoff · 10 Nicolás Sánchez · 9 Tomás Cubelli 61e · 8 Juan Manuel Leguizamón · 7 Pablo Matera · 6 Juan Martín Fernández Lobbe (cap.) · 5 Julio Farías Cabello 57e · 4 Manuel Carizza · 3 Juan Figallo · 2 Agustín Creevy 51e · 1 Marcos Ayerza 75e · Remplaçants · 16 Eusebio Guiñazú 51e · 17 Nahuel Lobo 75e · 18 Juan Pablo Orlandi · 19 Mariano Galarza 57e · 20 Benjamín Macome · 21 Martín Landajo 61e · 22 Santiago Fernández 72e · 23 Lucas González Amorosino 52e · Entraîneur · Santiago Phelan |

## Cinquième journée

### Afrique du Sud - Australie
(mt : 23 – 3) 
Points marqués : 
- Afrique du Sud : 3 essais de Strauss (12e), Kirchner (14e) et le Roux (71e) ; 2 transformations de Steyn (13e, 15e) ; 3 pénalités de Steyn (8e, 18e, 31e)
- Australie : 1 essai de Feauai-Sautia (77e) ; 1 pénalité de Lealiifano (6e)

Évolution du score : 0-3, 3-3, 10-3, 17-3, 20-3, 23-3, 28-3, 28-8
Arbitre :  Jérôme Garcès
Résumé
| Afrique du Sud · Titulaires · 77e Zane Kirchner 15 · Willie le Roux 14 · 57e JJ Engelbrecht 13 · (cap.) Jean de Villiers 12 · Bryan Habana 11 · Morné Steyn 10 · Fourie du Preez 9 · 66e à 76e Duane Vermeulen 8 · 59e Willem Alberts 7 · Francois Louw 6 · 59e 39e à 49e Flip van der Merwe 5 · Eben Etzebeth 4 · 66e Jannie du Plessis 3 · 49e Adriaan Strauss 2 · 53eTendai Mtawarira 1 · Remplaçants · 49e Bismarck du Plessis 16 · 53e Gurthrö Steenkamp 17 · 66e Coenie Oosthuizen 18 · 59e Juandré Kruger 19 · 59e Siya Kolisi 20 · Ruan Pienaar 21 · 77e Patrick Lambie 22 · 57e Jan Serfontein 23 · Entraîneur · Heyneke Meyer |  |  |  | Australie · Titulaires · 15 Israel Folau · 14 Adam Ashley-Cooper · 13 Tevita Kuridrani · 12 Christian Lealiifano · 11 Joe Tomane 57e · 10 Quade Cooper · 9 Nic White 40e · 8 Ben Mowen · 7 Michael Hooper 27e à 37e · 6 Scott Fardy 57e · 5 James Horwill (cap.) · 4 Rob Simmons 66e · 3 Ben Alexander 54e · 2 Stephen Moore 66e · 1 James Slipper 51e · Remplaçants · 16 Saia Fainga'a 66e · 17 Benn Robinson 51e · 18 Sekope Kepu 54e · 19 Sitaleki Timani 66e 74e à 80e · 20 Ben McCalman 57e · 21 Will Genia 40e · 22 Matt Toomua · 23 Chris Feauai-Sautia 57e · Entraîneur · Ewen McKenzie |

### Argentine - Nouvelle-Zélande
(mt : 9 – 11)
Points marqués : 
- Argentine : 5 pénalités de Sánchez (8e, 15e, 30e, 63e) et Bosch (43e)
- Nouvelle-Zélande : 4 essais de Savea (22e), Cane (51e) et B. Smith (55e, 79e) ; 2 transformations de Cruden (55e) et Barrett (79e) ; 3 pénalités de Cruden (12e, 27e, 45e)

Évolution du score : 3-0, 3-3, 6-3, 6-8, 6-11, 9-11, 12-11, 12-14, 12-19, 12-24, 12-26, 15-26, 15-31, 15-33
Arbitre :  Jaco Peyper
Résumé
| Argentine · Titulaires · Juan Martín Hernández 15 · 60e Lucas González Amorosino 14 · Marcelo Bosch 13 · 60e Santiago Fernández 12 · Juan Imhoff 11 · Nicolás Sánchez 10 · Martín Landajo 9 · 71e Juan Manuel Leguizamón 8 · Pablo Matera 7 · (cap.) Juan Martín Fernández Lobbe 6 · Patricio Albacete 5 · 58e Julio Farías Cabello 4 · 63e Juan Figallo 3 · 63e Eusebio Guiñazú 2 · 69e Marcos Ayerza 1 · Remplaçants · 63e Agustín Creevy 16 · 69e Nahuel Lobo 17 · 63e Juan Pablo Orlandi 18 · 58e Manuel Carizza 19 · 71e Benjamín Macome 20 · Tomás Cubelli 21 · 60e Felipe Contepomi 22 · 60e Horacio Agulla 23 · Entraîneur · Santiago Phelan |  |  |  | Nouvelle-Zélande · Titulaires · 15 Israel Dagg · 14 Ben Smith · 13 Conrad Smith · 12 Ma'a Nonu 69e · 11 Julian Savea · 10 Aaron Cruden 71e · 9 Aaron Smith 67e · 8 Kieran Read (cap.) · 7 Sam Cane · 6 Liam Messam 60e · 5 Sam Whitelock · 4 Brodie Retallick 74e · 3 Owen Franks 40e · 2 Andrew Hore 53e · 1 Tony Woodcock 69e · Remplaçants · 16 Keven Mealamu 53e · 17 Wyatt Crockett 69e · 18 Charlie Faumuina 40e · 19 Jeremy Thrush 74e · 20 Steven Luatua 60e · 21 Tawera Kerr-Barlow 67e · 22 Beauden Barrett 71e · 23 Charles Piutau 69e · Entraîneur · Steve Hansen |

## Sixième journée

### Afrique du Sud - Nouvelle-Zélande
(mt : 15 - 21) 
Points marqués : 
- Afrique du Sud : 4 essais de Habana (17e, 19e), le Roux (46e) et de Villiers (57e) ; 2 transformations de Steyn (17e, 46e) ; 1 pénalité de Steyn (9e)
- Nouvelle-Zélande : 5 essais de B. Smith (11e), Messam (25e, 40e), Barrett (60e) et Read (64e) ; 5 transformations de Cruden (11e, 25e, 40e) et Barrett (60e, 64e) ; 1 pénalité de Barrett (54e)

Évolution du score : 3-0, 3-5, 3-7, 8-7, 10-7, 15-7, 15-12, 15-14, 15-19, 15-21, 20-21, 22-21, 22-24, 27-24, 27-29, 27-31, 27-36, 27-38
Arbitre :  Nigel Owens
Résumé
| Afrique du Sud · Titulaires · 70e Zane Kirchner 15 · Willie le Roux 14 · JJ Engelbrecht 13 · (cap.) Jean de Villiers 12 · 21e Bryan Habana 11 · Morné Steyn 10 · 70e Fourie du Preez 9 · Duane Vermeulen 8 · 38e Willem Alberts 7 · Francois Louw 6 · 61e Juandré Kruger 5 · Eben Etzebeth 4 · 50e Jannie du Plessis 3 · 50e Bismarck du Plessis 2 · 52e Tendai Mtawarira 1 · Remplaçants · 50e Adriaan Strauss 16 · 52e Gurthrö Steenkamp 17 · 50e Coenie Oosthuizen 18 · 61e Franco van der Merwe 19 · 38e Siya Kolisi 20 · 70e Ruan Pienaar 21 · 70e Patrick Lambie 22 · 21e Jan Serfontein 23 · Entraîneur · Heyneke Meyer |  |  |  | Nouvelle-Zélande · Titulaires · 15 Israel Dagg · 14 Ben Smith · 13 Conrad Smith · 12 Ma'a Nonu · 11 Julian Savea 69e · 10 Aaron Cruden 47e · 9 Aaron Smith 69e · 8 Kieran Read · 7 Richie McCaw (cap.) · 6 Liam Messam 45e à 55e 63e · 5 Sam Whitelock · 4 Brodie Retallick 66e · 3 Charlie Faumuina 49e 66e 73e · 2 Andrew Hore 42e · 1 Tony Woodcock 52e · Remplaçants · 16 Dane Coles 42e · 17 Wyatt Crockett 52e · 18 Ben Franks 49e 62e à 72e · 19 Steven Luatua 63e · 20 Sam Cane 73e · 21 Tawera Kerr-Barlow 69e · 22 Beauden Barrett 47e · 23 Charles Piutau 69e · Entraîneur · Steve Hansen |

### Argentine - Australie
(mt : 10 – 25)
Points marqués : 
- Argentine : 2 essais de Bosch (36e) et Landajo (48e) ; 2 transformations de Sánchez (36e, 48e) ; 1 pénalité de Sánchez (28e)
- Australie : 7 essais de Folau (2e, 34e, 41e), Ashley-Cooper (32e), Tomane (63e), Robinson (73e) et Foley (78e) ; 5 transformations de Lealiifano (2e, 34e), Cooper (41e) et Foley (73e, 78e) ; 3 pénalités de Lealiifano (24e, 30e) et Cooper (55e)

Évolution du score : 0-5, 0-7, 0-10, 3-10, 3-13, 3-18, 3-23, 3-25, 8-25, 10-25, 10-30, 10-32, 15-32, 17-32, 17-35, 17-40, 17-45, 17-47, 17-52, 17-54
Arbitre :  Wayne Barnes
Résumé
| Argentine · Titulaires · Juan Martín Hernández 15 · Horacio Agulla 14 · Marcelo Bosch 13 · 66e Felipe Contepomi 12 · 66e Juan Imhoff 11 · Nicolás Sánchez 10 · 72e Martín Landajo 9 · 75e Juan Manuel Leguizamón 8 · 30e à 40e Pablo Matera 7 · (cap.) Juan Martín Fernández Lobbe 6 · Patricio Albacete 5 · 50e Julio Farías Cabello 4 · 45e Juan Pablo Orlandi 3 · 66e Eusebio Guiñazú 2 · 72e Marcos Ayerza 1 · Remplaçants · 66e Agustín Creevy 16 · 72e Nahuel Lobo 17 · 45e Matías Díaz 18 · 50e Manuel Carizza 19 · 75e Benjamín Macome 20 · 72e Tomás Cubelli 21 · 66e Santiago Fernández 22 · 66e Lucas González Amorosino 23 · Entraîneur · Santiago Phelan |  |  |  | Australie · Titulaires · 15 Israel Folau · 14 Adam Ashley-Cooper · 13 Tevita Kuridrani · 12 Christian Lealiifano 50e · 11 Joe Tomane · 10 Quade Cooper 65e · 9 Will Genia 74e · 8 Ben Mowen · 7 Michael Hooper · 6 Scott Fardy 15e 25e 69e · 5 James Horwill (cap.) 60e · 4 Rob Simmons 51e à 61e · 3 Ben Alexander 47e · 2 Stephen Moore 47e · 1 James Slipper 14e à 24e 60e · Remplaçants · 16 Saia Fainga'a 47e · 17 Benn Robinson 15e 25e 60e · 18 Sekope Kepu 47e · 19 Sitaleki Timani 60e · 20 Ben McCalman 69e · 21 Nic White 74e · 22 Matt Toomua 40e · 23 Bernard Foley 65e · Entraîneur · Ewen McKenzie |

## Statistiques

### Meilleurs marqueurs
| Rang | Joueur                 | Équipe           | Essais |
| ---- | ---------------------- | ---------------- | ------ |
| 1    | Ben Smith              | Nouvelle-Zélande | 8      |
| 2    | Israel Folau           | Australie        | 5      |
| 3    | Willie le Roux         | Afrique du Sud   | 3      |
| -    | Bryan Habana           | Afrique du Sud   | 3      |
| -    | Jean de Villiers       | Afrique du Sud   | 3      |
| -    | Juan Manuel Leguizamón | Argentine        | 3      |
| -    | Kieran Read            | Nouvelle-Zélande | 3      |
| 8    | Adriaan Strauss        | Afrique du Sud   | 2      |
| -    | Zane Kirchner          | Afrique du Sud   | 2      |
| -    | Julian Savea           | Nouvelle-Zélande | 2      |

### Meilleurs réalisateurs
| Rang | Joueur               | Équipe           | Points | Essais | Transf. | Pén. | Drops |
| ---- | -------------------- | ---------------- | ------ | ------ | ------- | ---- | ----- |
| 1    | Morné Steyn          | Afrique du Sud   | 88     | 0      | 17      | 18   | 0     |
| 2    | Christian Lealiifano | Australie        | 64     | 0      | 5       | 18   | 0     |
| 3    | Ben Smith            | Nouvelle-Zélande | 40     | 8      | 0       | 0    | 0     |
| 4    | Nicolás Sánchez      | Argentine        | 33     | 0      | 3       | 9    | 0     |
| 5    | Aaron Cruden         | Nouvelle-Zélande | 32     | 0      | 7       | 6    | 0     |
| 6    | Beauden Barrett      | Nouvelle-Zélande | 26     | 1      | 6       | 3    | 0     |
| 7    | Israel Folau         | Australie        | 25     | 5      | 0       | 0    | 0     |
| 8    | Felipe Contepomi     | Argentine        | 20     | 1      | 3       | 3    | 0     |
| 9    | Willie le Roux       | Afrique du Sud   | 15     | 3      | 0       | 0    | 0     |
| -    | Bryan Habana         | Afrique du Sud   | 15     | 3      | 0       | 0    | 0     |
| ...  | -                    | -                | -      | -      | -       | -    | -     |